# てんか!
『てんか!』は、葛屋カツキによる日本の漫画作品。『月刊コミックジーン』（メディアファクトリー）にて、2011年7月号（創刊号）から2012年12月号まで連載された。単行本は全2巻。

## あらすじ
宇宙人の存在が、ごく当たり前の世界。星立甘くないマカロン学園に通う地球人の少年・天ノ川流のクラスに、ジュピターが転校して来て、天ノ川を強引にてんか部という謎の部活に勧誘しようとする。

## 登場人物
天ノ川 流（あまのがわ ながれ）
本作の主人公。甘学に通う地球人の少年。10年しょうが組。花を大切にする心優しい性格故に、プレセベ星人に虐められている。実家は、花屋。ジュピターによって、強引にてんか部へ勧誘されて嫌がっていたが、物語が進むにつれ、実質部員となっている。
ジュピター
天ノ川のクラスに転校して来た木星人の男子生徒。実は、天ノ川より1学年上。本名：森林絶愛（しんりん ぜつあい）。身長：約178cm、体重：約62kg。常に仮面を被っており、その素顔は不明。「てんか」の凄腕らしい。天ノ川をてんか部に入部させようとする。他人の心を読むことが出来るが、たまにミスリードする。
宇尾多 ラララ（うおた ラララ）
天ノ川の隣のクラス・インターハイ組にいる水星人の美少女。てんか部のマネージャー。ジュピターに憧れている。
焔火 二郎（ほむらび じろう）
「学園一の不良」と恐れられている火星人の少年。甘学11年生。乱暴な性格だが、植物を大切にしている。ジュピターとは友人らしい。実家は、ラーメン屋。自身もジュピターから、てんか部へ強引に勧誘されている。
土黒 糖（どくろ とう）
甘学の生徒会長。校則に大変厳しく、てんか部を激すべく乱入しており、時に処刑しようとする。
浦河（うらかわ）
天ノ川の同級生であるプレセベ星人。天ノ川を虐めているが、よくジュピターに轢かれている。
中村（なかむら）
天ノ川の同級生であるプレセベ星人。浦河と行動を共にしており、彼と共に天ノ川を虐めている。

## 用語
星立甘くないマカロン学園（せいりつあまくないマカロンがくえん）
略称：甘学。天ノ川達が通う学園。あらゆる宇宙人達が通っている。
てんか
作中での具体的な説明はないが、宇宙の植物を使って美しさを競う競技と思われる。

## 書誌情報
- 葛屋カツキ『てんか!』メディアファクトリー〈MFコミックスジーンシリーズ〉、全2巻
  1. 2012年1月27日発売[3]、ISBN 978-4-8401-4408-7
  2. 2012年12月27日発売[4]、ISBN 978-4-8401-4780-4